# Oroplexia
Oroplexia is een geslacht van vlinders van de familie Uilen (Noctuidae), uit de onderfamilie Hadeninae.

## Soorten
- O. albiflexura Walker, 1857
- O. decorata Moore, 1882
- O. luteifrons Walker, 1857
- O. retrahens Walker, 1857
- O. separata Moore, 1882
- O. simulata Moore, 1881
- O. tripartita Leech, 1900